# Șaibă Grower
Șaiba Grower este o șaibă elastică utilizată la asamblările filetate pentru a împiedica auto-desfacerea acestora. Este formată dintr-un inel tăiat, din oțel de arc, care, în formă liberă, este ușor torsionat astfel încât cele două capete libere să se situeze în planuri diferite. Astfel, atunci când șaiba este strânsă între piuliță și piesa pe care se sprijină, se realizează o mărire concomitentă a forței axiale și a coeficientului de frecare dintre cele două piese. Șaiba Grower poate fi cu capete netede sau răsfrânte.